# Sajóhídvég
Sajóhídvég ist eine ungarische Gemeinde im Kreis Miskolc im Komitat Borsod-Abaúj-Zemplén.

## Geografische Lage
Sajóhídvég liegt in Nordungarn, 16 Kilometer südöstlich des Zentrums der Kreisstadt und des Komitatssitzes Miskolc am linken Ufer des Flusses Hernád, der im südwestlichen Gemeindegebiet in den Fluss Sajó mündet. Nachbargemeinden sind Berzék, Köröm, Muhi und Ónod.

## Geschichte
Im Jahr 1907 gab es in der damaligen Kleingemeinde 168 Häuser und 862 Einwohner auf einer Fläche von 2333 Katastraljochen. Sie gehörte zur damaligen Zeit zum Bezirk Szerencs im Komitat Zemplén.

## Sehenswürdigkeiten
- Heimatgeschichtliche Sammlung
- Reformierte Kirche, erbaut 1804–1810
- Römisch-katholische Kapelle Szent Jakab

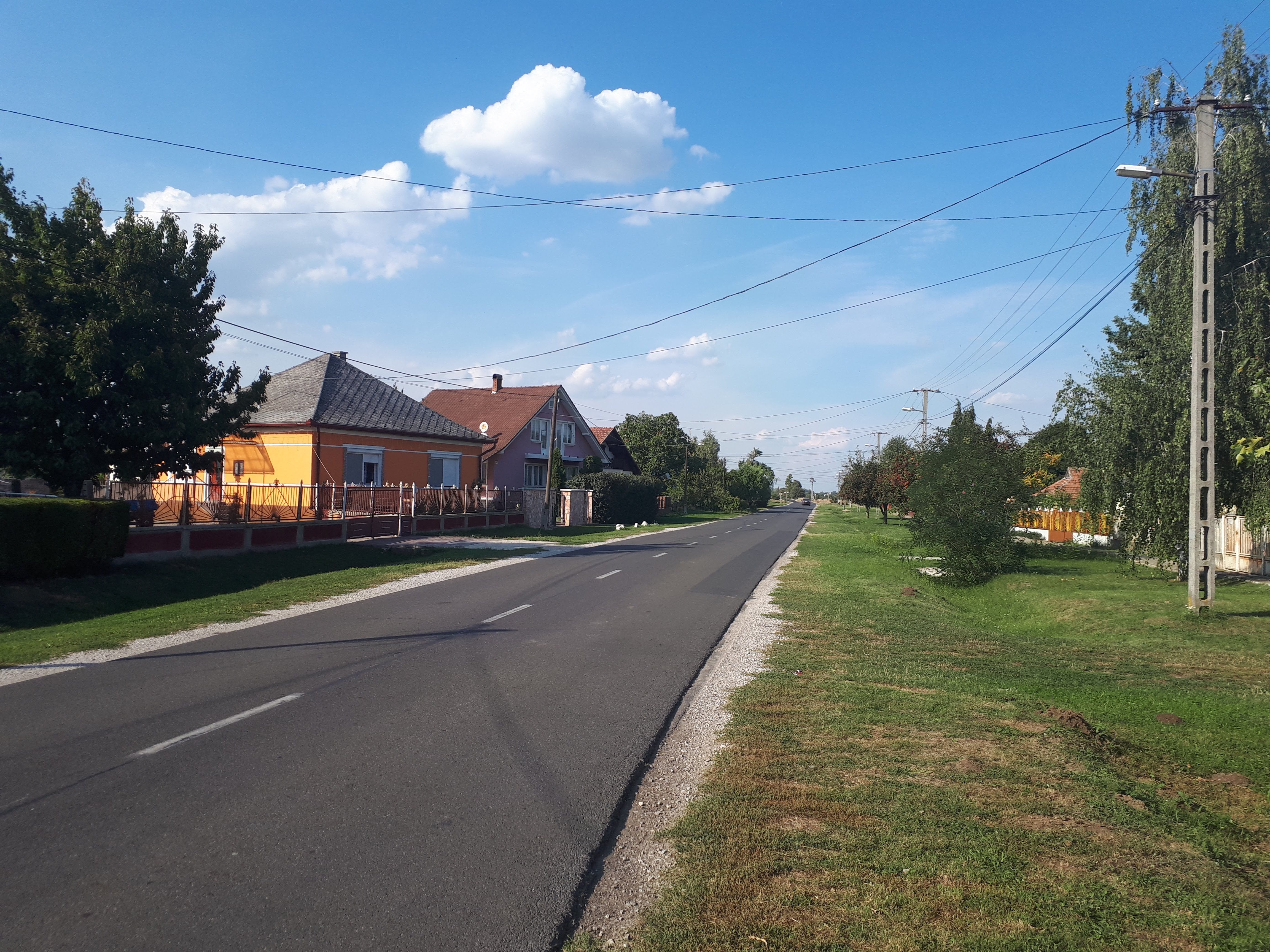
Landstraße Nr. 3607 in Sajóhídvég

## Verkehr
Durch Sajóhídvég verläuft die Landstraße Nr. 3607. Es bestehen Busverbindungen über Bőcs, Sajólád, Alsózsolca und Felsőzsolca nach Miskolc sowie über Girincs und Kesznyéten nach Tiszaújváros. Der nächstgelegene Bahnhof befindet sich nördlich in Hernádnémeti-Bőcs.